# Servio Cornelio Dolabella Petroniano
Servio Cornelio Dolabella Petroniano (latino: Servius Cornelius Dolabella Petronianus; fl. 86) fu un senatore e politico dell'Impero romano.
Era figlio di Publio Cornelio Dolabella e di Petronia, prima moglie dell'imperatore Vitellio; nell'anno 86 fu console assieme all'imperatore Domiziano. Suo figlio Servio Cornelio Dolabella Metiliano Pompeio Marcello fu anche lui console.